# تشادويك والتون
تشادويك والتون (3 يوليو 1985 بجامايكا - ) (بالإنجليزية: Chadwick Walton)‏ هو لاعب كريكت جامايكي. شارك مع منتخب الهند الغربية للكريكت ومنتخب جامايكا الوطني للكريكت. أما مع النوادي، فقد لعب مع Combined Campuses and Colleges cricket team ‏.

## وصلات خارجية
- تشادويك والتون على موقع إي آس بي آن كريك إنفو (الإنجليزية)